# 20058 Bundalian
20058 Bundalian este o planetă minoră (asteroid), cu un diametru de 11,61 km, din centura de asteroizi. A fost descoperită pe 20 iulie 1993 la Observatorul La Silla de Eric Walter Elst. 
Obiectul prezintă o orbită caracterizată de o semiaxă mare de 3,0526279 UAi, o excentricitate de 0,13, o înclinație de 1,90828 ° în raport cu ecliptica.